# Wawel (przedsiębiorstwo)
Wawel Spółka Akcyjna – przedsiębiorstwo zajmujące się produkcją wyrobów cukierniczych, którego siedziba znajduje się w Krakowie, w Polsce. Przedsiębiorstwo oferuje kilkadziesiąt rodzajów produktów, w tym: czekoladę, batony, czekoladki nadziewane, bombonierki, wafle, galaretki i śliwki czekoladzie oraz cukierki. Wyroby spółki sprzedawane są głównie na rynku krajowym (ok. 95% sprzedaży).
Największym akcjonariuszem spółki jest Hosta International AG z siedzibą w Stimpfach-Randenweiler w Niemczech, która jest właścicielem 52,13% udziału w kapitale akcyjnym.
Sztandarowe produkty marki Wawel to: miniczekolada Danusia, czekoladki nadziewane Malaga, Tiki Taki i Kasztanki, ręcznie produkowane karmelki Fistaszkowe, Raczki, Kukułka, Orzeźwiające oraz galaretki w czekoladzie Mieszanka Krakowska.

## Historia
Z wcześniej znacjonalizowanych, przedwojennych przedsiębiorstw cukierniczych: „A. Piasecki-Fabryka Czekolady w Krakowie SA”, „Fabryki Wyrobów Czekoladowych J. Pischinger” oraz „Polsko-Szwajcarskiej Fabryki Czekolady Suchard SA” utworzono w 1951 Zakłady Przemysłu Cukierniczego „Wawel”.
W 1992 roku w wyniku prywatyzacji Zakłady Przemysłu Cukierniczego Wawel stały się spółką akcyjną. Następnie zostały przekształcone w spółkę publiczną. We wrześniu 1997 roku Komisja Papierów Wartościowych i Giełd dopuściła akcje spółki do obrotu publicznego. Na rynku podstawowym warszawskiej giełdy akcje ZPC Wawel SA zadebiutowały 11 marca 1998. W 2005 roku przedsiębiorstwo zmieniło firmę (nazwę) na Wawel SA.
W 2004 roku rozpoczęto budowę nowego zakładu w Dobczycach. Do 2006 roku Wawel produkował swoje wyroby w trzech zakładach na terenie Krakowa, z których każdy miał wyspecjalizowany profil produkcyjny. W zakładzie przy ul. Wrocławskiej produkowano głównie czekoladki nadziewane, cukierki czekoladowe oraz batony. Zakład przy ul. Masarskiej produkował czekolady pełne, czekolady z dodatkami, karmelki oraz kakao. Z zakładu na ul. Kącik pochodziło głównie pieczywo cukiernicze tj. wafle oraz cukierki.
W 2006 roku została ukończona nowa inwestycja w Dobczycach, gdzie przeniesiono całą produkcję. Zakład ten znajduje się w strefie przemysłowej. W przedsiębiorstwie wdrożono system zarządzania jakością zgodny z normą ISO 9001.

## Galeria

Produkty Wawel
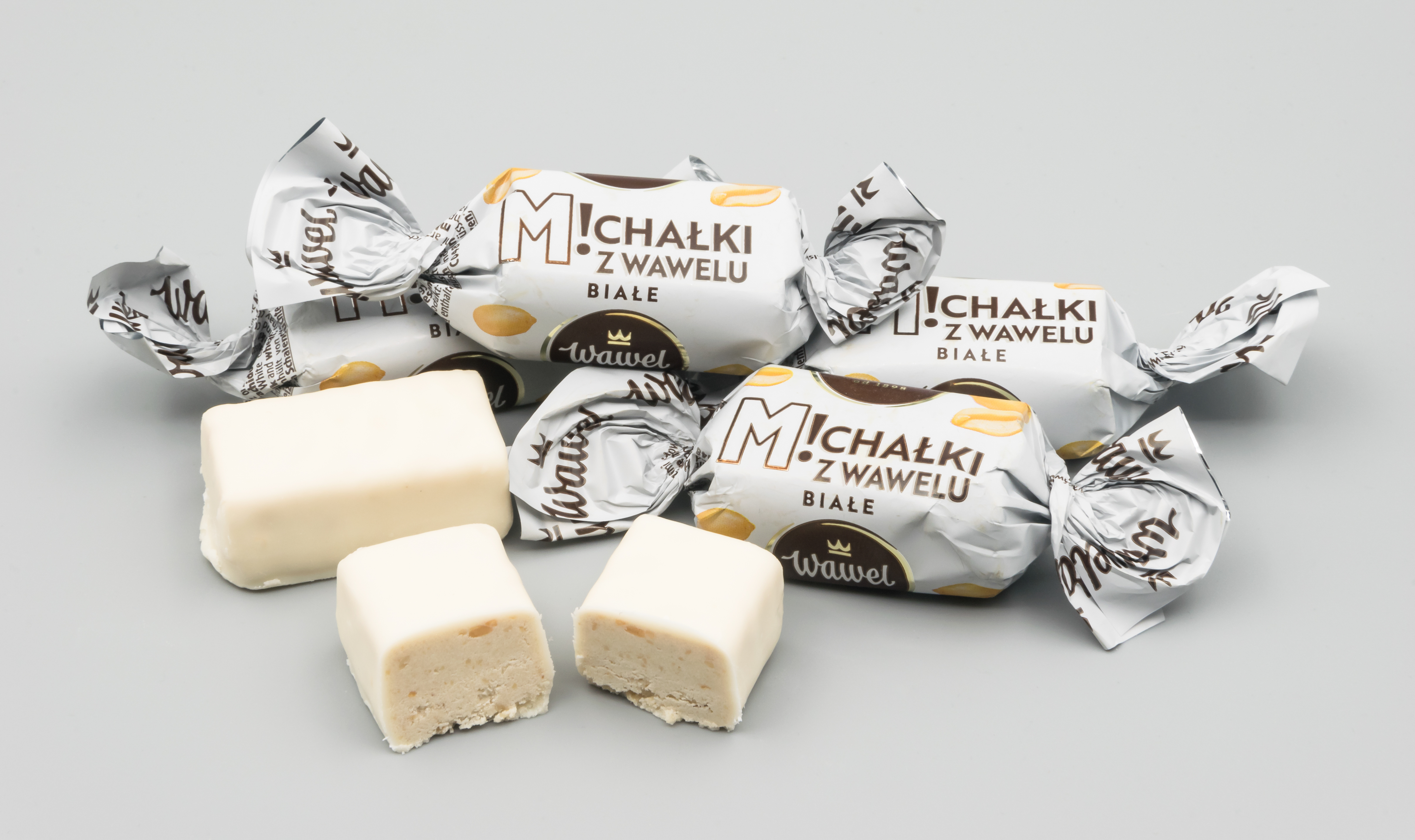
Cukierki Michałki z Wawelu białe
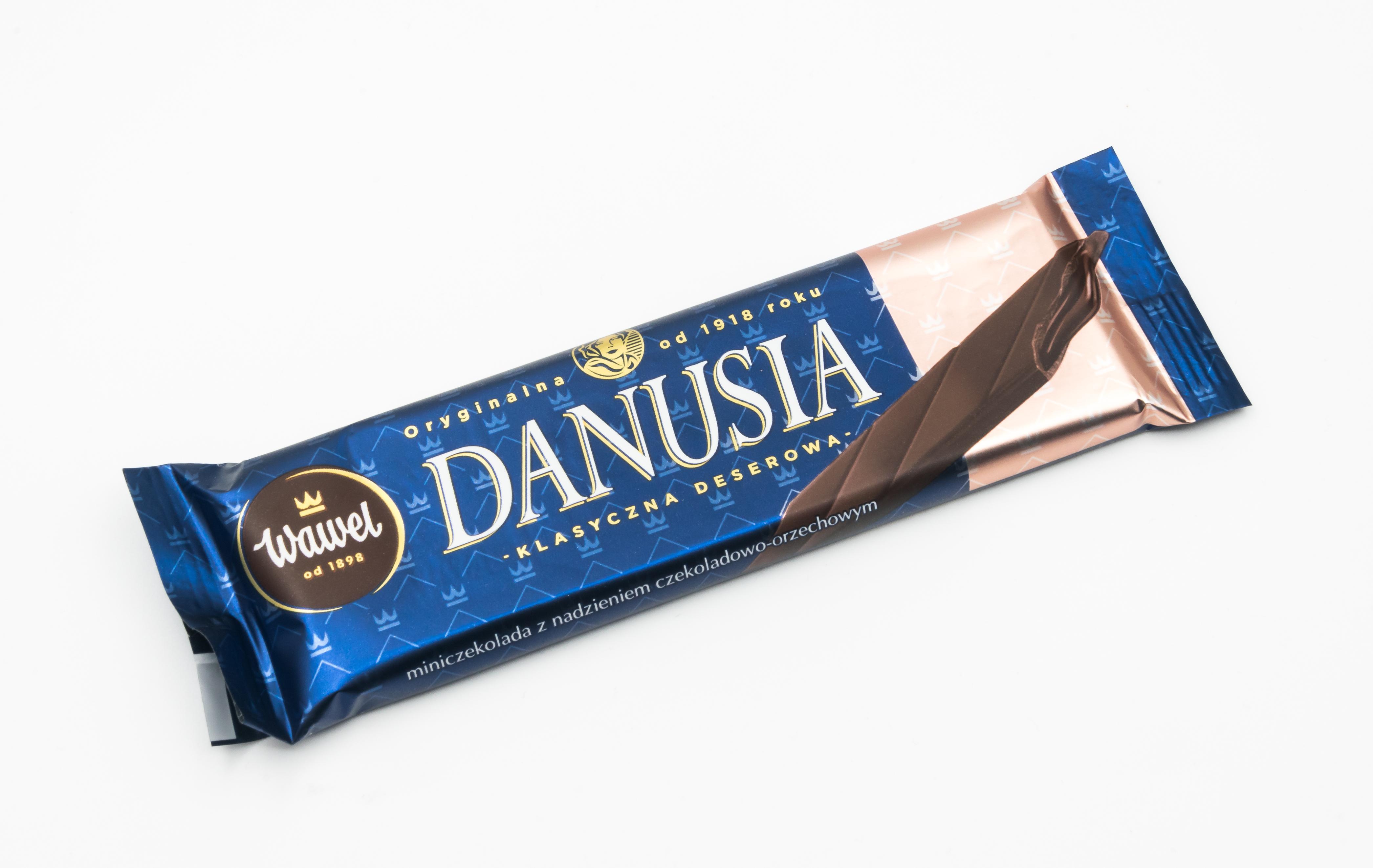
Miniczekolada Danusia Klasyczna
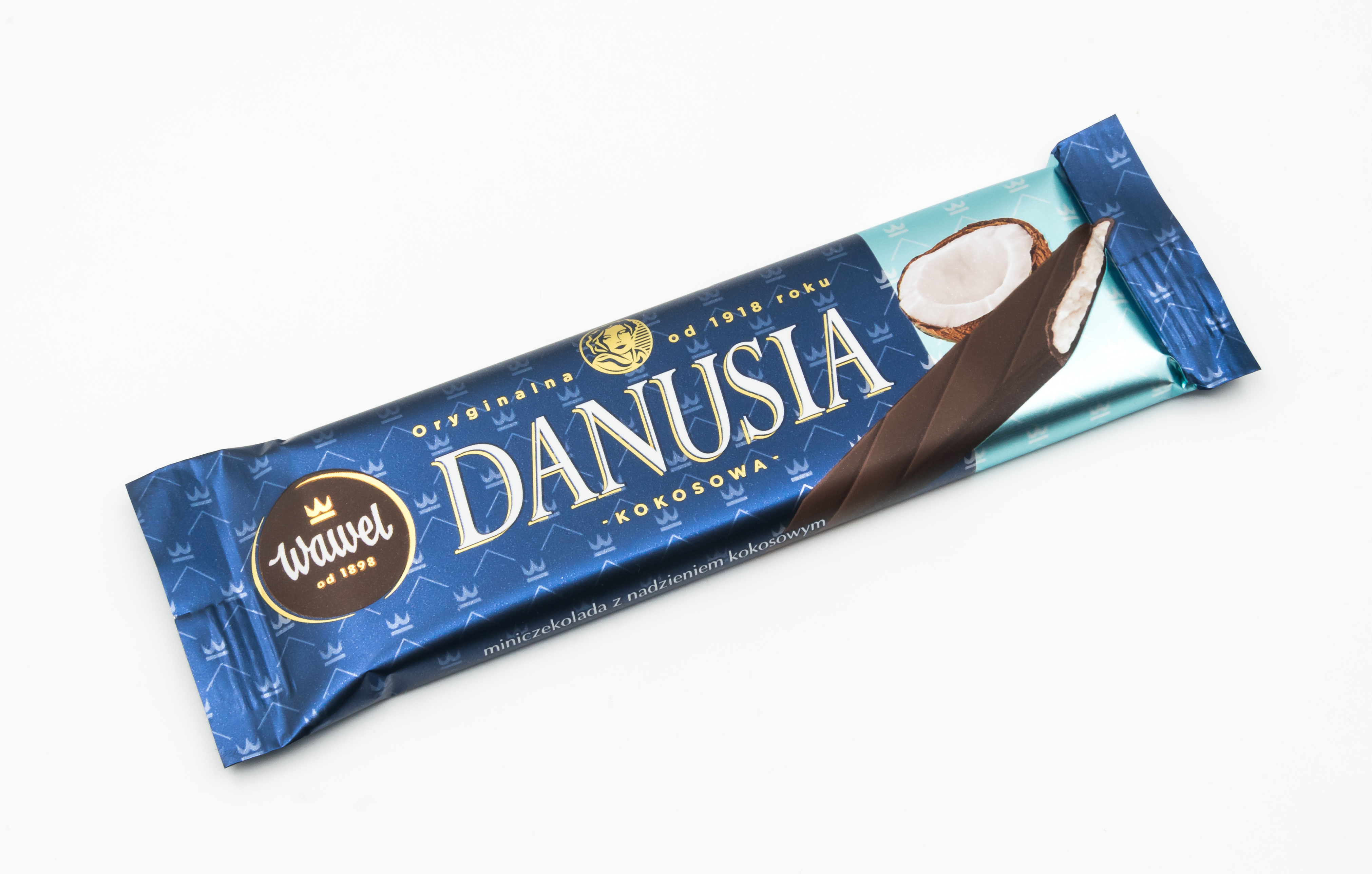
Miniczekolada Danusia Kokosowa

## Źródła
- Praca zbiorowa Encyklopedia Krakowa, wydawca Biblioteka Kraków i Muzeum Krakowa, Kraków 2023, ISBN 978-83-66253-46-9, tom 2 s. 675